# BBC Canada
BBC Canada war ein englischsprachiger Fernsehsender mit Hauptsitz in Toronto, Ontario, Kanada. Der Sender sendete aktuelle und eigenproduzierte Serien, Shows und Filme. BBC Canada war ein Joint Venture zwischen Shaw Media und BBC Worldwide. 

## Geschichte
Das Unternehmen Alliance Atlantis (AAC) gründete BBC Canada nach dem Erhalt der Sendegenehmigung für BBC Canada durch die Canadian Radio-Television and Telecommunications Commission (CRTC) im November 2000. Der Sender ging am 7. September 2001, als Joint Venture mit BBC worldwide auf Sendung.
Am 18. Januar 2008 gingen die Unternehmen Canwest und Goldman Sachs Capital Partners, auch bekannt als CW Media ein Joint Venture ein und kauften Alliance Atlantis auf. 
Am 27. Oktober 2010 übernahm im Gegenzug Shaw Communications die Anteile von Canwest und Goldman Sachs Capital Partners und betreibt den Sender im Joint Venture mit BBC Worldwide. 

## Programm
Seit BBC Canada als ein kanadischer Sender lizenziert ist, durch die Mehrheitsbeteiligung von Shaw Media, legte die zuständige Aufsichtsbehörde (CRTC) fest, dass der Sender neben den Programmen aus dem BBC Portfolio, auch kanadischen Serien, Shows eine Mindestsendequote erfüllen muss. Folgende Serien und Shows u. a. wurden auf BBC gesendet:
- Alan Carr: Chatty Man
- Escape to the Country
- Fawlty Towers
- Gavin & Stacey
- Homes Under the Hammer
- Robin Hood
- Secret Millionaire
- The Apprentice
- The Graham Norton Show
- Top Gear